# Niedobór leukocytarnych cząstek adhezyjnych
Niedobór leukocytarnych cząstek adhezyjnych, LAD (ang. Leukocyte adhesion deficiency) - rzadkie, autosomalne, recesywne schorzenie charakteryzujące się wrodzonym niedoborem odporności powodującym nawracające infekcje. LAD dzieli się na 3 podtypy: LAD-I, LAD-II oraz LAD-III.

## Charakterystyka
LAD został po raz pierwszy uznany za osobną jednostkę kliniczną w 1970 roku. Typowymi opisywanymi objawami były nawracające infekcje bakteryjne, defekt w przyleganiu neutrofilów oraz opóźnienie odpadania kikuta pępowiny. Defekt w adhezji neutrofilów doprowadza do upośledzenia ich zdolności do chemotaksji i fagocytozy. 
U chorych stwierdza się niedobór integryn, które uniemożliwiają przyleganie komórek żernych do śródbłonka. Defekt dotyczy zaburzeń w cząsteczkach CD11 i CD18, odpowiadają za migrację komórek żernych z naczyń do ognisk zapalnych. 
Osoby z LAD borykają się z infekcjami bakteryjnymi już od wieku niemowlęcego. Najczęstszymi dolegliwościami są zapalenie dziąseł, płuc, pępka, otrzewnej oraz ropnie.